# Juliane Koepcke

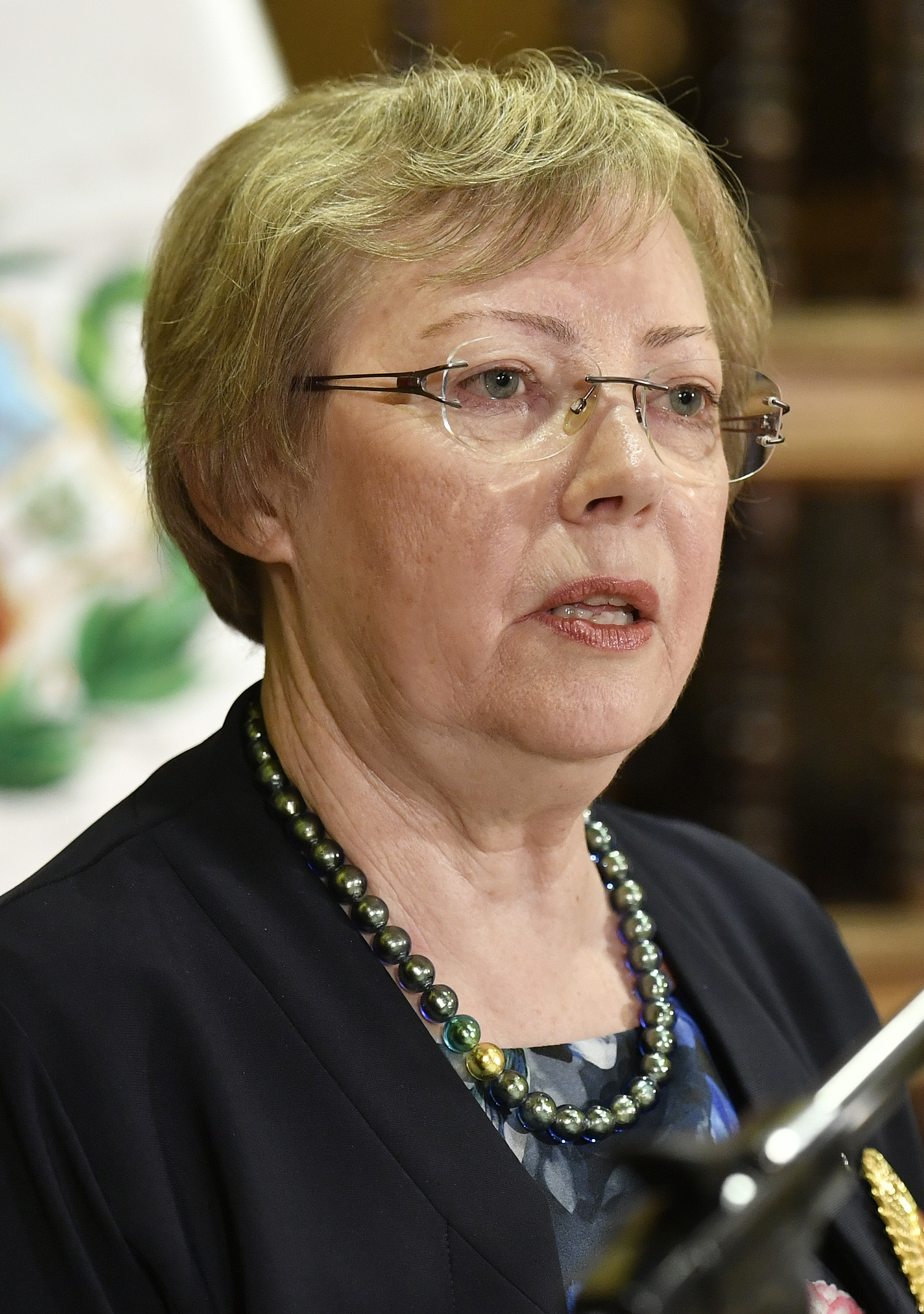
Juliane Koepcke (2019)

Juliane Margaret Beate Koepcke (verheiratete Juliane Diller, in Peru Juliane Koepcke Von Mikulicz-Radecki de Diller; * 10. Oktober 1954 in Lima, Peru) ist eine deutsch-peruanische Biologin. Sie war Leiterin der Bibliothek und stellvertretende Direktorin der Zoologischen Staatssammlung München.
Als 17-Jährige überlebte sie 1971 als Einzige im weitgehend freien Fall aus etwa 3000 m Höhe den Absturz von LANSA-Flug 508 im peruanischen Regenwald mit 91 Todesopfern.

## Leben

### Herkunft
Juliane Koepckes Eltern, Hans-Wilhelm Koepcke und Maria Koepcke, beide ebenfalls Biologen, wanderten nach dem Zweiten Weltkrieg aus Deutschland nach Peru aus, um im Amazonas-Regenwald zur Artenvielfalt zu forschen. Die Familie lebte anfangs in Lima, siedelte aber Ende der 1960er Jahre in eine von Hans-Wilhelm Koepcke im Regenwald gegründete Forschungsstation namens Panguana über. Schon während ihrer Zeit in Lima hatte Juliane Koepcke ihre Eltern zu Expeditionen in den Dschungel begleitet, wodurch sie mit diesem Lebensraum vertraut war.

### 1971: Fall aus einem abstürzenden Flugzeug
Bekannt wurde Juliane Koepcke durch ein dramatisches Ereignis an Heiligabend 1971: An jenem 24. Dezember wollte die damals 17-Jährige zusammen mit ihrer Mutter von Lima, wo sie am Abschlussball ihrer Schule teilgenommen hatte, nach Pucallpa fliegen, um von dort nach Panguana weiterzureisen und ihren Vater zu treffen. Diesen knapp einstündigen Flug gegen Mittag absolvierte eine Turboprop-Maschine des Typs Lockheed L-188 Electra der peruanischen Fluggesellschaft Líneas Aéreas Nacionales S. A. (LANSA). Juliane Koepcke saß auf einer Dreiersitzbank am Fenster neben ihrer Mutter. Nachdem der erste Teil des Fluges normal verlaufen war, zog eine schwere Gewitterfront auf. Statt dieser auszuweichen, blieb der Pilot auf der planmäßigen Route. Das Flugzeug geriet in schwere Turbulenzen. Es wurde von einem Blitz getroffen, ging in einen Sturzflug über, zerbrach in der Luft und stürzte in den Regenwald.
Juliane Koepcke fiel, angeschnallt auf ihrem Sitz, kopfüber mit der Sitzbank über ihr aus etwa 3000 m Höhe der Erde entgegen. Vermutlich verringerten starke Aufwinde innerhalb des Gewitters die Fallgeschwindigkeit der Bank; zudem erzeugte möglicherweise eine von Juliane Koepcke wahrgenommene Drehung der Bank durch Autorotation zusätzlichen Auftrieb. Beim Auftreffen auf das Kronendach des Waldes hat sich die Sitzbank in eine Position unter Juliane Koepcke bewegt und ihr Schutz geboten – so erklärt sich Juliane Koepcke, dass sie keine schweren Verletzungen davontrug. Zudem sollen die Bäume am Absturzort voller Lianen gewesen sein; dies und die stoßmildernde Wirkung der Blätter der Urwaldpflanzen fingen den Aufprall vermutlich ab. Juliane Koepcke überlebte den Absturz mit einer schweren Gehirnerschütterung, einer Stauchung der Halswirbelsäule, einem Bruch des Schlüsselbeins, einem Kreuzbandriss und wenigen Wunden, darunter einer tief klaffenden, später mit Fliegenmaden infizierten Schnittwunde am Arm.

#### Rettung
Juliane Koepcke erinnerte sich nicht, wie sie aus dem Flugzeug gelangte und auch nur an kurze Augenblicke ihres freien Falls. Sie vermutet, dass sie sich an einer Bruchstelle des zerberstenden Flugzeugs befand. Sie erwachte erst nach etwa 20 Stunden am Morgen des darauffolgenden Tages auf dem Waldboden liegend aus ihrer Bewusstlosigkeit und suchte nach dem Flugzeugwrack und weiteren Überlebenden, insbesondere nach ihrer Mutter, allerdings ohne Erfolg.
Der Dschungel war ihr vertraut. Sie hörte das Plätschern einer Quelle, folgte dem Wasserlauf und gelangte an einen größeren Fluss, wo die Wahrscheinlichkeit, auf menschliche Siedlungen zu treffen, am höchsten war. Sie wanderte und schwamm trotz ihrer Verletzungen zehn Tage durch den Regenwald, bis sie an einem Flussufer ein Boot und einen Unterstand von Waldarbeitern entdeckte. Diese fanden die völlig entkräftete junge Frau am Abend des folgenden Tages, versorgten ihre Wunden und brachten sie zur nächstgelegenen Siedlung namens Tournavista, wo sie ärztlich versorgt wurde. Von hier wurde Juliane Koepcke zu einer Krankenstation in der Nähe von Pucallpa geflogen, wo sie ihren Vater wiedertraf. Alle anderen Passagiere einschließlich ihrer Mutter sowie alle Besatzungsmitglieder der LANSA-Maschine starben entweder bei dem Absturz selbst oder danach. Koepckes Vater, der den vermutlichen Leichnam seiner Frau sah und sich mit Verwesungsprozessen im tropischen Regenwald auskannte, nahm an, seine Frau habe bis zum 6. oder 7. Januar überlebt.

#### Mediale Verarbeitung des Absturz-Ereignisses
- Der Regisseur Werner Herzog, welcher sich damals zufällig um Plätze für den gleichen Unglücksflug bemühte, dieser aber ausgebucht war und er somit dem Absturz entging, drehte 1998 den Dokumentarfilm Wings Of Hope (deutscher Titel „Julianes Sturz in den Dschungel“, alternativ Schwingen der Hoffnung). Dafür kehrte er mit Juliane Koepcke an den Absturzort zurück und konfrontierte sie unter anderem mit immer noch im Urwald befindlichen und verstreuten Wrackteilen der Lockheed Electra.
- Auch der US-amerikanisch-italienische Film I miracoli accadono ancora (wörtlich übersetzt „Wunder kommen immer noch vor“, deutscher Titel Ein Mädchen kämpft sich durch die grüne Hölle) des italienischen Regisseurs Giuseppe Maria Scotese (1916–2002) aus dem Jahr 1974 basiert auf ihren Erlebnissen. Die Hauptrolle wurde von Susan Penhaligon verkörpert.[16] Juliane Koepcke urteilte, der Film sei „kein Meisterwerk … über weite Strecken einfach nur langweilig“.[17] Ihr mit Beate Rygiert 2011 veröffentlichtes Buch Als ich vom Himmel fiel wurde 2011 mit dem Publikumspreis des Literaturpreises Corine ausgezeichnet.[18]
- Im Jahr 2018 wurde dies auch in Folge 13 des Podcasts Durchfechter des MERTON-Magazins für Bildung, Wissenschaft und Innovation veröffentlicht.[19]
- Im Jahr 2023 handelte die Folge des 8. Januar des Podcasts The Daily von The New York Times im Format The Sunday Read mit dem Titel She Fell Nearly 2 Miles, and Walked Away vom Absturz und ihrem Lebenswerk.[20]
- Die Titelfigur des 2024 erschienenen Films Transamazonia ist von Koepckes Schicksal inspiriert.[21]

### Ausbildung in Deutschland
Koepckes Geschichte erzeugte Anfang 1972 ein großes Medienecho; in Deutschland sicherte sich das Magazin Stern die Exklusivveröffentlichungsrechte. Juliane Koepcke, bis dahin noch nie in Deutschland gewesen, flog 1972 auf Wunsch ihres Vaters nach Frankfurt am Main. Von dort reiste sie nach Kiel, wo sie im Haus ihrer Tante und ihrer Großmutter wohnte. In Kiel besuchte sie die Oberstufe des Gymnasiums, die sie mit der Abiturprüfung erfolgreich abschloss. Anschließend studierte sie an der Christian-Albrechts-Universität zu Kiel Biologie und wurde 1987 mit der Dissertation Ökologische Einnischung einer Fledermaus-Artengemeinschaft im tropischen Regenwald von Peru an der Ludwig-Maximilians-Universität München promoviert. Sowohl für ihre Diplom- als auch für ihre Doktorarbeit kehrte sie in den peruanischen Regenwald zurück, um Forschungen zu den von ihr gewählten Themengebieten vorzunehmen. Sie ist seit 1989 mit dem Entomologen Erich Diller verheiratet. Auch in den 2020er Jahren fliegt sie mindestens einmal im Jahr nach Peru, wo sie im Jahr 2000 die Leitung der von ihrem Vater gegründeten Forschungsstation Panguana übernommen hat, welche seit Dezember 2011 vom peruanischen Umweltministerium als Naturschutzgebiet anerkannt worden ist.

## Ehrung
Im April 2019 wurde Juliane Koepcke für ihren Einsatz für den peruanischen Regenwald mit dem Großoffizierskreuz des Verdienstordens der Republik Peru (Orden al Mérito por Servicios Distinguidos) und einer Ehrenprofessur der Universität Lima ausgezeichnet. 2021 wurde ihr das Bundesverdienstkreuz am Bande verliehen.

## Werke
- Juliane Diller: Ökologische Einnischung einer Fledermaus-Artengemeinschaft im tropischen Regenwald von Peru. Dissertation an der Ludwig-Maximilians-Universität München 1987.
- Juliane Koepcke, Beate Rygiert: Als ich vom Himmel fiel. Malik, München 2011, ISBN 978-3-89029-389-9.